# Schizothrix rostrata
Schizothrix rostrata är en kräftdjursart som först beskrevs av Nicholls 1940.  Schizothrix rostrata ingår i släktet Schizothrix och familjen Leptastacidae. Arten är reproducerande i Sverige. Inga underarter finns listade i Catalogue of Life.